# Бойові робітничі дружини Донбасу
Бойові робітничі дружини Донбасу — військові формування місцевих органів самоврядування створені на добровільних засадах на Донбасі у 1917—1918 роках.
Бойові дружини були незалежні від більшовицьких рад і не підпорядковувалися штабам Червоної гвардії. У бойових дружинах більшість бійців були представниками кадетів, меншовиків, есерів, анархістів і національних партій. У своїй більшості бойові дружини створювалися з представників середнього класу студентів, дітей заможних селян, підприємців, і робітників фахівців, і в окремих випадках з представників кримінального середовища міста.
До цих дружин відносяться також загони самоохорони, створених з тих же елементів міськими думами.
Ці дружини і загони оголошували себе нібито нейтральними в боротьбі Червоної гвардії з контрреволюційними загонами, а в дійсності надавали допомогу кадетско-каледінському і націоналістичному рухам, допомагали їм роззброювати червоногвардійців, озброювати гайдамацькі загони, пригнічувати революційні виступи робітників, солдатів і матросів.
Бойові робітничі дружини були створені на Донбасі відразу ж після Лютневої революції 1917 року. На перших етапах свого існування бойові дружини існували на рівні з загонами червоної гвардії. Але у зв'язку з розвитком революційних подій і поширенням більшовицький впливу в загонах червоної гвардії робітничі дружини дистанціювалися від загонів червоної гвардії. Бойові дружини Краматорська, Костянтинівки, Дружківки у вересні брали участь у придушенні заворушень в Бахмуті.
В кінця 1917 року бойові дружини стали відкрито виступати проти загонів червоної гвардії захищаючи місцеві органи самоврядування від диктатури більшовиків. Більшовик Г. Куранов дав такий опис Бойовий робочої дружини Дружківки:
```
Бойовий загін не був постійної військової одиницею, яка знала свого командира, дні навчання, несення постової служби і проходження ладу. Це були найбільш активні члени ради, партійних організацій, молодняка, які вміють трохи поводитися зі зброєю і збиралися від випадку до випадку. Природно, що така бойова дружина повинна була поступитися місцем більш досконалої військової організації. Через деякий час після Жовтня була виділена спеціальна комісія з організації Червоної гвардії.
[
2
]
```

Після жовтневого перевороту на базі окремих бойових дружин були створені загони Червоної гвардії про це писали більшовики:
 
```
                               "Ці дружини і з'явилися первинними збройними загонами Червоної гвардії."
[
3
]
```

У зв'язку зі створенням 5 січня Центрального Штабу Червоної Гвардії Донбасу в Микитівці усі «добровільні дружини» за рішенням більшовиків повинні бути перейменовані в загони Червоної гвардії. Але це рішення не було виконано усіма загонами бойових дружин.
В кінці 1917 початку 1918 року бойові дружини були головною збройною силою яка брали участі в антибільшовицьких повстаннях в Слов'янську, Бахмуті, Маріуполі, Луганську, Юзівці. Зокрема в Юзівці постале населення вимагало:
```
              "... розпустити 
Червону армію
 з заміною її бойовими дружинами з членів усіх соціалістичних партій."
[
5
]
```

З наближенням частин Армії УНР до Донбасу в березні квітні 1918 року, бойові дружини повсюдно виступили проти загонів червоної гвардії і руйнували їх тил.